# If Only
If only (Un día inesperado en España, Al final del día en Hispanoamérica y Antes que termine el día en Argentina) es una película de Estados Unidos, dirigida por Gil Junger en 2004, y protagonizada Jennifer Love Hewitt, Tom Wilkinson, Paul Nicholls, Lucy Davenport, Diana Hardcastle, Robert Ziegler.
Gil Junger (Diez razones para odiarte, El Caballero Negro) dirige esta historia romántica sobre malentendidos y últimas oportunidades llevadas al extremo. Protagonizada por Jennifer Love Hewitt (Sé lo que hicisteis el último verano) —que escribió las dos canciones que interpreta en la película—, Paul Nicholls (Bridget Jones: sobreviviré) y Tom Wilkinson (La institutriz, Batman Begins), "Un día inesperado" muestra la importancia de no esconder los sentimientos, ser sincero con uno mismo y saber enmendar los errores cuando hay de por medio una historia de amor.

## Sinopsis
Samantha estudia violín en una de las escuelas de música más importantes de Londres. Impulsiva y poco convencional, está muy enamorada de su novio inglés, Ian, un joven ejecutivo centrado y sensato. Cuando se acerca el final de la estancia de Sam en la capital inglesa, Londres, ella intenta que Ian se comprometa ya que estarán un tiempo separados, pero él no sabe expresar lo que siente y, además, su trabajo le tiene completamente absorto. Ian no hace caso a Sam, hasta que se da cuenta de que podría perderla para siempre gracias a un sueño premonitorio, el cual trata de evitar a toda costa.